# Stomatocolpodia iridis
Stomatocolpodia iridis är en tvåvingeart som beskrevs av Boris Mamaev 1990. Stomatocolpodia iridis ingår i släktet Stomatocolpodia och familjen gallmyggor.
Artens utbredningsområde är Litauen. Inga underarter finns listade i Catalogue of Life.